# Ochotnica Dolna
Ochotnica Dolna ist ein Dorf im Powiat Nowotarski der Woiwodschaft Kleinpolen in Polen. Es ist Sitz der gleichnamigen Landgemeinde mit etwas mehr als 8500 Einwohnern.

## Geographie
Der Ort liegt am Bach Ochotnica in den Gorcen. Mit Ochotnica Górna erstreckt er sich über eine Länge von 38 km.

## Geschichte
Im Jahre 1413 wurde das Dorf Ochodnicza erstmals erwähnt. Der Name ist abgeleitet vom lokalen Bach, schon früher als Ochodnik erwähnt. Die Gründungsprivileg wurde im Jahre 1416 vom König Władysław II. Jagiełło verliehen. Der erste Schultheiß wurde Dawid Wołoch. Vermutlich funktionierten parallel zwei Siedlungen: polnische und walachische (oder Russinen, später assimiliert).
Bei der Ersten Teilung Polens kam das Dorf 1772 zum neuen Königreich Galizien und Lodomerien des habsburgischen Kaiserreichs (ab 1804).
Im Jahre wurde die erste Pfarrei im Dorf errichtet und 1910 die zweite. Kurz danach wurde das Dorf offiziell in zwei Teile getrennt: Ochotnica Dolna und Ochotnica Górna.
1918, nach dem Ende des Ersten Weltkriegs und dem Zusammenbruch der k.u.k. Monarchie, kam Ochotnica Dolna zu Polen. Unterbrochen wurde dies nur durch die Besetzung Polens durch die Wehrmacht im Zweiten Weltkrieg. Im November fand eine Schlacht zwischen deutschen Truppen, der Polnischen Heimatarmee und sowjetischen Partisanen statt. Im Dezember 1944 wurden als Rache für das Töten eines SS-Offiziers durch sowjetische Partisanen etwa 50 Bauernhöfe zerstört; 56 Personen kamen ums Leben.
Von 1975 bis 1998 gehörte Ochotnica Dolna zur Woiwodschaft Nowy Sącz.

## Sehenswürdigkeiten
- Holzkirche, gebaut 1816

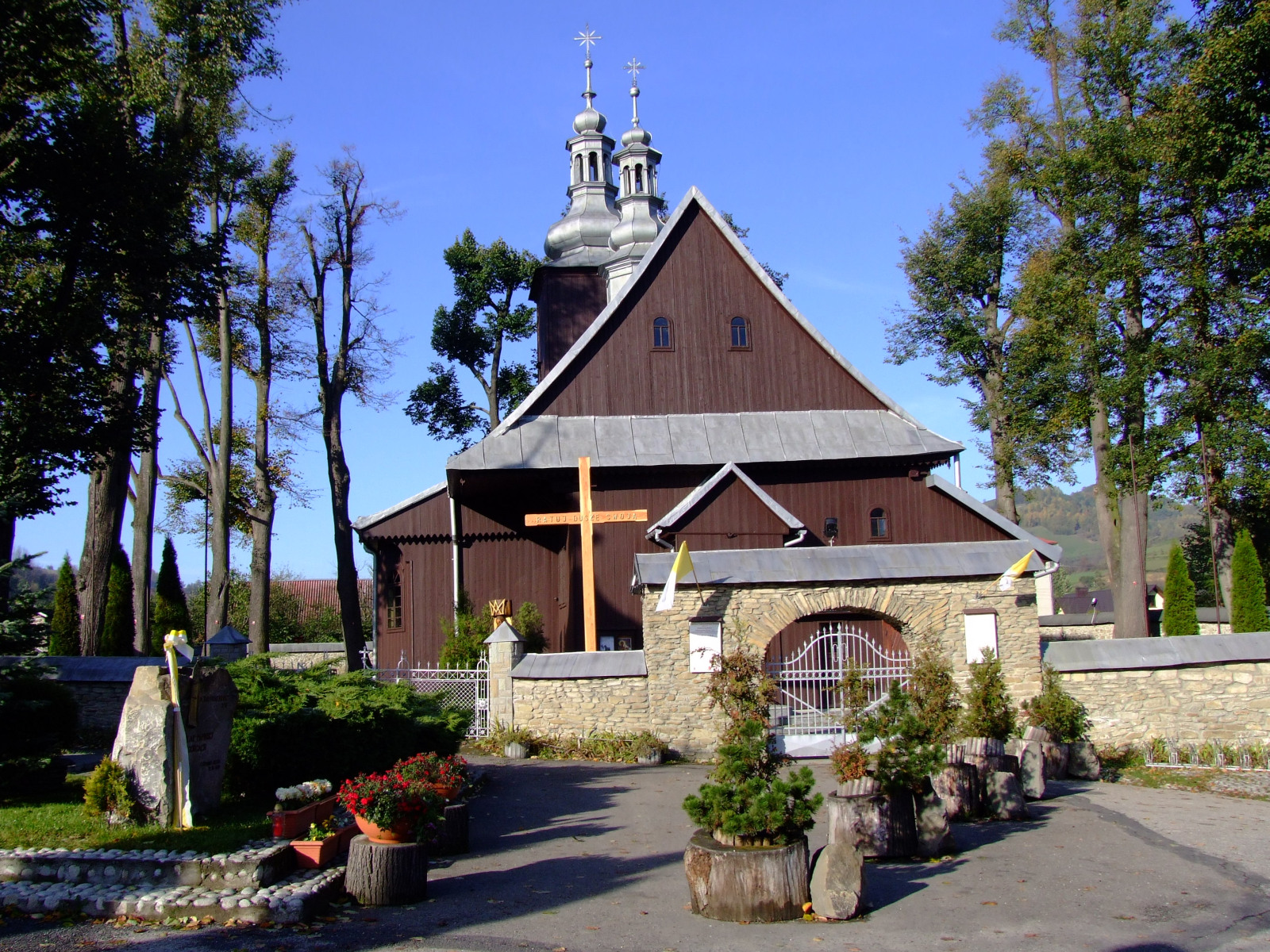
Holzkirche

## Gemeinde
Zur Landgemeinde (gmina wiejska) Ochotnica Dolna gehören weitere Dörfer mit Schulzenämtern.